# Kościół św. Idziego w Giebułtowie
Kościół św. Idziego w Giebułtowie – rzymskokatolicki kościół parafialny znajdujący się we wsi Giebułtów, w powiecie krakowskim.
Kościół został wpisany do rejestru zabytków nieruchomych województwa małopolskiego.

## Historia
Wcześniejszy kościół ufundowany został przez Judytę, żonę 
Władysława Hermana. W zasadzie to Książę Władysław Herman postanowił ufundować kilka kościołów wotywnych. Tak w dalszej części rozdziału A.D. 1086 Jan Długosz zapisał tę decyzję Księcia o zbudowaniu: "/.../ najpierw w Krakowie kościoła poświęconego św. Idziemu. Potem Książę polecił, aby w całym Królestwie jego rycerze zakładali kościoły poświęcone również temu świętemu, przez wstawiennictwo którego narodził się syn Księcia, następca tronu, Bolesław". Wśród wielu tych fundacji Długosz wymienia także Giebułtów. Za nim przyjmujemy więc stwierdzenie, że romański kościół w Giebułtowie został wybudowany w roku 1086, chociaż możliwy jest okres sięgający aż do roku 1102, to jest do końca okresu rządów Księcia Władysława Hermana. Obecny wybudowano w latach 1601–1604, adaptując poprzednią budowlę o czym świadczą nieregularności rzutu obiektu. Fundatorami byli Jakub Tomaszewski herbu Bończa i Barbara Pisarska herbu Szreniawa, lub Kacper Giebułtowski. Obiekt w 1604 roku poświęcił bp Bernard Maciejowski.

## Architektura
Kościół murowany, oszkarpowany, orientowany, prezbiterium zamknięte półkolistą apsydą. Do prezbiterium dobudowano kaplicę ze sklepieniem krzyżowo-żebrowym. Po stronie południowej znajduje się kruchta dobudowana w połowie XIX wieku.

## Wystrój i wyposażenie
- w fasadzie od strony południowej manierystyczny portal z tablicą erekcyjną[3], a na niej informacja o konsekracji 1604 roku[5];
- portal w obramieniu renesansowym[4];
- gotycka płyta grobowa z postaciami rytymi Stanisława Oraczowskiego i jego żony Barbary[4];
- rokokowy ołtarz główny z kopią obrazu MB Częstochowskiej z 1623 roku[4];
- chrzcielnica marmurowa z 1666 roku[4];
- monstrancja z połowy XVII wieku[4];
- pacyfikał renesansowy z początku XVII wieku[4].